# The Vancouver Sun
The Vancouver Sun est un quotidien canadien publié à Vancouver, en Colombie-Britannique.
C'est une filiale du groupe Postmedia Network qui contrôle également le National Post.
Son principal actionnaire est le fonds américain Chatham Asset Management.

## Historique

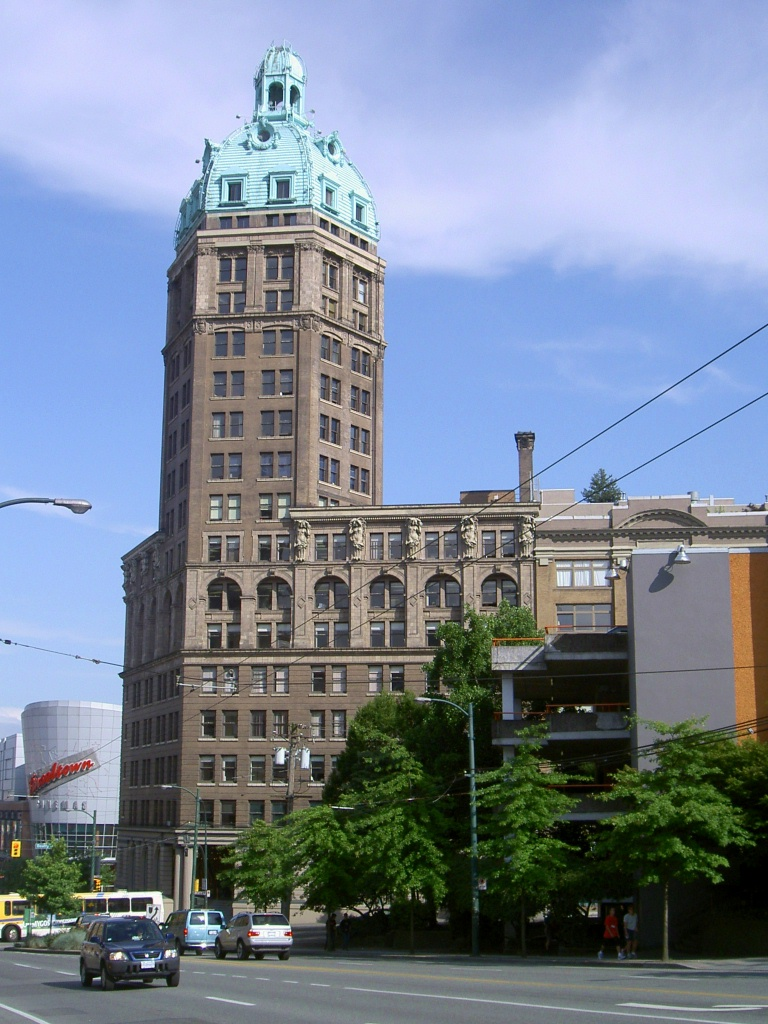
Le Sun Tower, le bureau de Vancouver Sun entre 1937 et 1965.

Lorsque le Sun commence ses opérations, il est publié au 125 West Pender Street, à un coin de rue de The Province, son rival à l'époque.
En 1924, le Sun achète le quotidien Vancouver World qui était aux prises avec des difficultés financières depuis un certain temps.
En mars 1937, les bureaux du Sun sont détruits par un incendie. Le seul blessé fut le concierge, qui subit des brûlures mineures et souffrit d'avoir inhalé de la fumée. Le Sun déménage immédiatement de l'autre côté de la rue pour occuper le World Building, d'où avait précédemment été publié le World. L'édifice est donc rebaptisé le Sun Tower.
En 1958, le Sun et le Province allient leurs forces pour créer le Pacific Press pour faire force aux coûts grimpants de production de journaux. Les deux quotidiens fusionnent d'abord leurs départements mécaniques et financiers, puis s'installent tous deux dans le Pacific Press Building le 27 décembre 1965.
Le Sun s'installe à Granville Square en 1997. 
Selon un sondage de NADbank, le lectorat quotidien du Sun est de 499 800, faisant de lui le deuxième journal le plus lu de Colombie-Britannique, après The Province. Son tirage quotidien moyen était de 203 390 exemplaires par jour en date du 31 décembre 2001.
Bien que le nombre de journalistes y travaillant ait considérablement diminué ces dernières années, le Sun possède toujours la plus grande salle de nouvelles à Vancouver.

### Identité visuelle (logotype)

Ancien logo du Vancouver Sun.
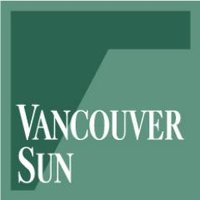
Logo actuel du Vancouver Sun.

## Sections
Le Sun est publié en grand format et non en format tabloïd, et comporte plusieurs sections. La section A contient habituellement les principales nouvelles locales du jour ainsi que les nouvelles nationales et internationales. La section B, Westcoast News, met en vedette les nouvelles et les chroniqueurs locaux ainsi qu'un spécial quotidien sur les pages B2 et B3, appelé The Daily Special. Le journal contient aussi quotidiennement les sections Arts & Life (arts & vie), BusinessBC (affaires) et Sports. Les jeudis, le Sun publie une section de divertissement en format tabloïd intitulé Westcoast Life. Le samedi, il y a une section de reportages spéciaux et d'opinions intitulé Observer.

## Un article peu connu
"Va-t'en ! Je ne crois pas aux fantômes !" En mai 1964, le caricaturiste Abu dénonce, dans le journal du dimanche britannique The Observer, puis dans le journal The Vancouver Sun,  l'engagement militaire des États-unis au Viêt nam et rappelle le sort de la France en Indochine.